# Buell

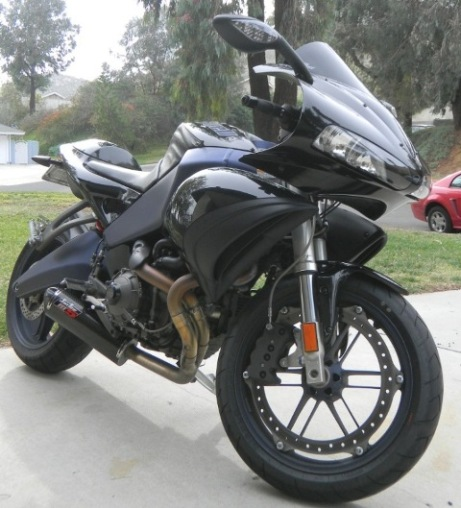
Buell 1125R.

Buell är ett amerikanskt motorcykelmärke skapat av Erik Buell 1983 som hoppade av sitt jobb på Harley-Davidson för att skapa sportigare motorcyklar med H-D-motorer som bas. Harley-Davidson köpte Buell 1998 och producerade motorcyklar fram till 2009-09-16 då man lade ned Buell för att satsa 100% på sina ursprungliga motorcyklar. 